# Villa de la Renaissance
La villa de la Renaissance est une voie du 19e arrondissement de Paris, en France.

## Situation et accès
La villa de la Renaissance est une voie publique située dans le 19e arrondissement de Paris. Elle débute au 43, rue de Mouzaïa et se termine au 6, rue de l'Égalité.

## Origine du nom
L'origine du nom de cette voie semble inconnue car elle n'est indiquée dans aucun des ouvrages consultés.

## Historique
Cette voie est ouverte sous sa dénomination actuelle en 1889 et classée dans la voirie parisienne par un arrêté municipal du 1er mars 1990.